# Friedrich Battenberg
Johannes Friedrich Battenberg (* 3. Juli 1946 in Erbach) ist ein deutscher Jurist, Historiker und Archivar.

## Leben
Friedrich Battenberg studierte von 1965 bis 1970 Rechtswissenschaft an der Universität Frankfurt; er schloss sein juristisches Referendariat 1973 am Oberlandesgericht Frankfurt mit der zweiten juristischen Staatsprüfung (Assessorprüfung) ab. Von 1971 bis 1976 war er Wissenschaftlicher Mitarbeiter am Lehrstuhl für Deutsche Rechtsgeschichte (Bernhard Diestelkamp). Es folgten die Mitarbeit und stellvertretende Leitung von Projekten zur mittelalterlichen Höchsten Gerichtsbarkeit der Deutschen Forschungsgemeinschaft und der Akademie der Wissenschaften und Kunst in Mainz. Seine Promotion erfolgte 1973 mit einer Dissertation über die Gerichtsbarkeit des Reichshofgerichts im Mittelalter. 1984 erfolgte die Habilitation an der TH Darmstadt in Mittelalterlicher Geschichte. Von 1974 bis 1976 absolvierte er den archivarischen Vorbereitungsdienst an der Archivschule Marburg. Ab 1976 war er im Hessischen Staatsarchiv Darmstadt tätig, ab 1982 als Archivdirektor und 1997–2011 hatte er die Archivleitung als Ltd. Archivdirektor inne.
Seit 1990 ist Battenberg zudem außerplanmäßiger Professor mit einer Venia Legendi in Mittelalterlicher und Neuer Geschichte an der Technischen Universität Darmstadt. Er ist Vorsitzender der Hessischen Historischen Kommission, der Hessischen Kirchengeschichtlichen Gesellschaft, stellvertretender Vorsitzender der Kommission für die Geschichte der Juden in Hessen, Vorstandsmitglied der Gesellschaft zur Erforschung der Geschichte der Juden, Mitglied des Hauptausschusses der Historischen Kommission für Hessen und der Vereinigung für Verfassungsgeschichte.
Seine Forschungsschwerpunkte bilden die Gerichtsbarkeit in Mittelalter und Früher Neuzeit, die Geschichte der Juden und des Antisemitismus, die Geschichte sozialer Minderheiten sowie Regional- und Stadtgeschichte. Ab 1976 war er Mitarbeiter im Projekt Germania Judaica. 1989 erfolgte mit Markus Wenninger die Gründung der Halbjahreszeitschrift Aschkenas. Zeitschrift für Geschichte und Kultur der Juden, deren langjähriger Mitherausgeber er war.
Er ist ferner politisch tätig im Kreistag des Landkreises Darmstadt-Dieburg als Fraktionsvorsitzender der Grünen-Fraktion und ist Mitglied des hessischen Parteirats von Bündnis 90/Die Grünen.

## Werke (Auswahl)
Markus J. Wenninger (Red.): Schriftenverzeichnis von J. Friedrich Battenberg. In: Aschkenas, Jg. 26 (2016), Heft 1, S. 251–270 (DOI10.1515/asch-2016-0013).
- Familienarchiv der Freiherrn von Gagern. (Bestände O 11 und B 24), (1308) 1551–1962, Darmstadt 2002 (= Repertorien des Hessischen Staatsarchivs Darmstadt, 48).
- (Bearb.): Archiv der Familie von Buseck und der Ganerbschaft Buseckertal (Bestände B 14 und F 28). Mit Stammtafeln von Elke Noppes. Darmstadt 2000 (= Repertorien des Hessischen Staatsarchivs Darmstadt, 46).
- Quellen zur Geschichte der Juden im Hessischen Staatsarchiv Darmstadt 1080–1650, Kommission für die Geschichte der Juden in Hessen, Wiesbaden 1995 (= Quellen zur Geschichte der Juden in hessischen Archiven, 2).
- Herrschaft und Verfahren. Politische Prozesse im mittelalterlichen römisch-deutschen Reich, Wissenschaftliche Buchgesellschaft, Darmstadt 1995, ISBN 978-3-534-10119-1.
- Die Hofgerichtsbriefe Karls IV. von Luxemburg. Vorstudien zu einer kanzlei- und personengeschichtlichen Beurteilung. In: Archiv für Diplomatik 40 (1994), S. 123–169.
- Das Europäische Zeitalter der Juden. Zur Entwicklung einer Minderheit in der nichtjüdischen Umwelt Europas. 2 Bände. Wissenschaftliche Buchgesellschaft, Darmstadt 1990, ISBN 3-534-11380-2.
- (Bearb.): Urkundenregesten zur Tätigkeit des deutschen Königs- und Hofgerichts bis 1451. Hrsg. von Bernhard Diestelkamp, Bde. 5–7, Böhlau, Köln, Weimar, Wien 1987–1994.
- Fälschung und königliches Hofgericht. Die Legitimation Steingadener Ansprüche durch den Hofrichter Berthold V. Tranchberg. In: Fälschungen im Mittelalter III, Hahn, Hannover 1988 (= MGH-Schriften 33, III), S. 583–610.
- Judenverordnungen in Hessen-Darmstadt. Das Judenrecht eines Reichsfürstentums bis zum Ende des Alten Reiches. Kommission für die Geschichte der Juden in Hessen, Wiesbaden 1987.
- (Bearb.): Das Achtbuch der Könige Sigmund und Friedrich III. Einführung, Edition und Register, Köln 1986 (= Quellen und Forschungen zur höchsten Gerichtsbarkeit im Alten Reich, 19).
- (Hrsg.): Solmser Urkunden. Regesten zu den Urkundenbeständen und Kopiaren der Grafen und Fürsten von Solms im Staatsarchiv Darmstadt (Abt. B 9 u. F 24 B), im gräflichen Archiv zu Laubach und im fürstlichen Archiv zu Lich; 1131–1913, 5 Bde., Darmstadt 1981–1986 (= Repertorien des hessischen Staatsarchivs Marburg).
- Reichsacht und Anleite im Spätmittelalter. Ein Beitrag zur Geschichte der höchsten königlichen Gerichtsbarkeit im Alten Reich, besonders im 14. und 15. Jahrhundert, Böhlau, Köln u. a. 1986 (zugleich: Univ. Würzburg, Habilitationsschrift, 1984).
- Die Gerichtsstandsprivilegien der deutschen Kaiser und Könige bis zum Jahre 1451, 2 Bde., Böhlau, Köln u. a. 1983 (= Quellen und Forschungen zur höchsten Gerichtsbarkeit im Alten Reich, 12).
- Das Hofgerichtssiegel der deutschen Kaiser und Könige 1235–1451. Mit einer Liste der Hofgerichtsurkunden, Böhlau, Köln u. a. 1979 (= Quellen und Forschungen zur höchsten Gerichtsbarkeit im Alten Reich, 6).
- Gerichtsschreiberamt und Kanzlei am Reichhofgericht 1235–1451, Böhlau, Köln u. a. 1974 (= Quellen und Forschungen zur höchsten Gerichtsbarkeit im Alten Reich, Reihe B, 2).